# Scleritoderma
Scleritoderma is een geslacht van sponsdieren uit de klasse van de Demospongiae (gewone sponzen). 

## Soorten
- Scleritoderma camusi Lévi & Lévi, 1983
- Scleritoderma cyaneum van Soest & Stentoft, 1988
- Scleritoderma flabelliforme Sollas, 1888
- Scleritoderma nodosum Thiele, 1900